# 阿勒塞鎮足球會
阿勒塞鎮足球會（Arlesey Town Football Club）是一支位於英格蘭阿勒塞的職業足球會，目前於英格蘭足球南部聯賽 甲組（中部）角逐。

## 外部連結
- Club website （页面存档备份，存于）
- 阿勒塞鎮足球會的X（前Twitter）
- Arlesey Town Youth
- Arlesey Town Ladies